# Ignacio Seoane
Ignacio Seoane Fernández (Ribadavia, provincia de Orense, 1900 - Vigo, 27 de agosto de 1936) fue un sindicalista, político y dirigente socialista de Galicia (España). Fue fusilado por los sublevados en los inicios de la guerra civil española.

## Biografía
Trabajó de panadero y militó en la Unión General de Trabajadores y el PSOE. Fue elegido diputado por la provincia de Pontevedra por el Frente Popular en las elecciones generales de 1936.
Miembro del Comité del Frente Popular de Vigo, cuando estalló la sublevación militar que dio lugar a la guerra civil española, se encontraba enfermo y retirado en Cotobade, donde fue detenido.
Tras ser condenado a muerte en un consejo de guerra sumarísimo por el delito de traición, el 27 de agosto, fue fusilado en el cementerio de Pereiró (Vigo) con los otros miembros del Comité del Frente Popular en Vigo, el alcalde de Vigo, Emilio Martínez Garrido, el alcalde de la vecina Lavadores José Antela Conde, el presidente de la agrupación socialista de Vigo, Apolinar Torres, Ramón González Brunet, Waldo Gil Santóstegui, Manuel Rey Gómez y los también diputados socialistas Enrique Heraclio Botana Pérez y Antonio Bilbatúa Zubeldía el 27 de agosto de 1936.
Actualmente una calle del municipio de Barreiro lleva su nombre.